# Гравитационное потемнение

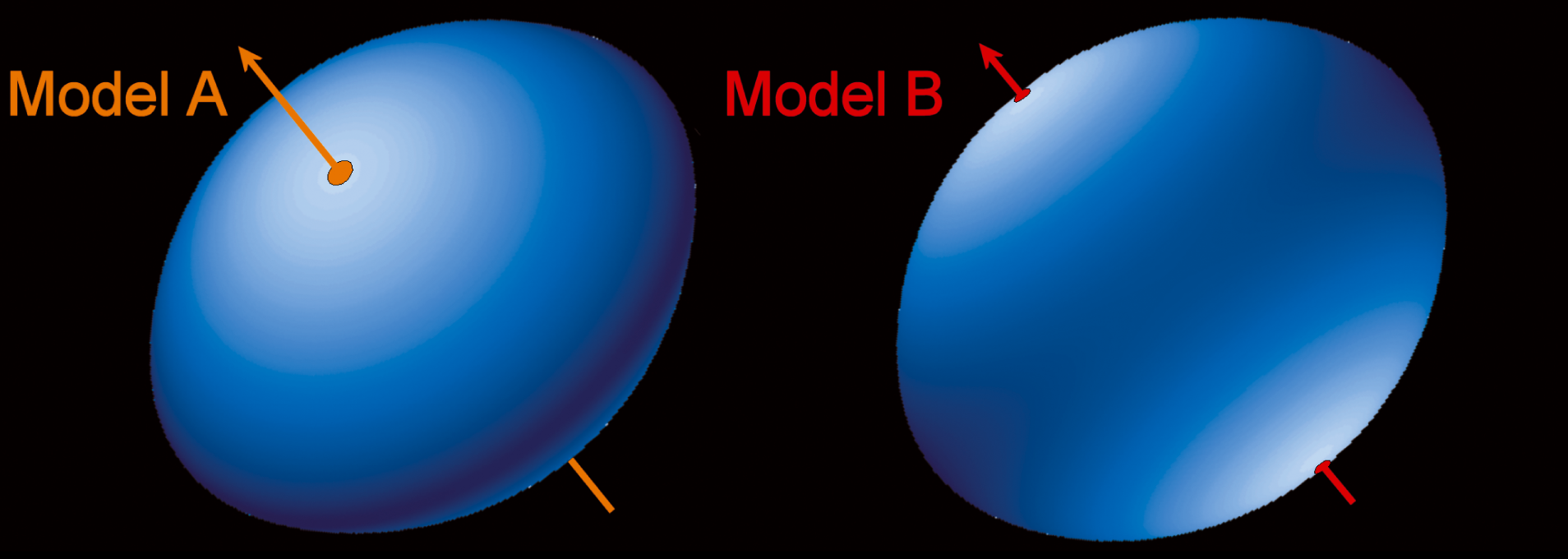
Две возможных модели Ахернара, построенные с помощью VLT

Гравитационное потемнение — астрономическое явление, когда звезда вращается настолько быстро, что имеет сплюснутую форму, из-за чего её поверхностная яркость на экваторе ниже, чем на полюсах. Такое явление наблюдается, например, у Регула и Ахернара.
Звезда становится сплюснутой, так как центробежная сила, наблюдаемая в системе отсчёта вращающейся звезды, частично компенсирует гравитацию на экваторе звезды. Центробежная сила выражается следующим образом:
{\displaystyle F=m\Omega ^{2}\rho ,}
где {\displaystyle m} — масса (в данном случае небольшой элемент объёма звезды), {\displaystyle \Omega } — угловая скорость, {\displaystyle \rho } — расстояние от оси вращения. В случае звезды, {\displaystyle \rho } становится всё больше по мере продвижения вдоль меридиана от полюса к экватору. Таким образом, радиус звезды на экваторе больше, чем на полюсах. В результате полюса оказываются ближе к центру звезды, горячее, и, следовательно, ярче. Следовательно, полюса испытывают гравитационное осветление, а экватор гравитационное потемнение.